# Parafia św. Marii MacKillop w Birkdale
Parafia św. Marii MacKillop w Birkdale – parafia rzymskokatolicka, należąca do archidiecezji Brisbane.
Przy parafii funkcjonuje katolicka szkoła podstawowa św. Marii MacKillop.